# ナウプロダクション
株式会社ナウプロダクション（NOW PRODUCTION CO.,LTD.）は、大阪市中央区に本社を置くゲーム開発会社。コンピュータエンターテインメント協会正会員。略称はナウプロ。
東京都港区芝浦に東京スタジオを置く。2007年度に行われたGDCにおいて、Game Connectionに日本のゲーム開発会社として唯一出展した。
設立当初はナムコ・コナミなどのゲームソフトを受託制作していた。2009年からはiPhone / iPod touch用のアプリケーションの開発・販売も行っている。

## 主な作品

### コンシューマ用ソフト
- なぞっておぼえる 大人の漢字練習
- ゼロからはじめる 大人の5ヶ国語入門
- 初歩から始める 大人の英単語練習
- ガチンコプロ野球
- お茶の間プロ野球DS
- インテリジェントライセンスシリーズ
- 彼岸島
- メタルマックス2改（開発）
- 桃太郎電劇（開発）[1]
- たべモン
- がるメタる!
- Surfing Air Show with Rat Boy
- Fit Boxing 北斗の拳 〜お前はもう痩せている〜
- PAC-MAN MUSEUM+
- Death end re;Quest Code Z

### iPhone/iPod touch用アプリケーション
- Handwriting Memo(手書きメモ)
- 書き取り漢字大全
- 書き取り日本一周
- BASS FISHING BATTLE!!

### 携帯電話アプリゲーム
- プロ野球GM
- 激闘！甲子園
- 君に贈るホラー
- VS三国志
- EXTREME GAMES

### スマートフォンゲーム
- ハローキティくるキャラ雑貨店[2]
- サムライソウル (運営：CJインターネットジャパン)[3]
- サムライソウルイクサ (運営：CJインターネットジャパン)
- ケイオスドラゴン 混沌戦争[4] (運営：セガゲームス)
- デモンズゲート 帝都審神大戦～東京黙示録編～[5] (運営：Donuts)
- ゼロから始める魔法の書 (運営：GREE)
- アトリエオンライン 〜ブレセイルの錬金術士〜 (運営：NHN PlayArt→コーエーテクモゲームス)
- ぷちぐるラブライブ! (運営：ポケラボ)
- SHOW BY ROCK!! Fes A Live (運営：スクウェア・エニックス)
- にょろっこ（運営：フォワードワークス/日本マイクロソフト）
- ブレイブリーデフォルト ブリリアントライツ（運営：スクウェア・エニックス）
- モンスターストライク ミステリーレコード（運営：MIXI）